# Cordobilla de Lácara
Cordobilla de Lácara est une commune d’Espagne, dans la province de Badajoz, communauté autonome d'Estrémadure.